# 楊傑 (北宋)
楊傑（約1023年—約1092年），字次公，無為（今安徽廬江縣）人，北宋政治人物。
生卒年不詳。嘉祐四年（1059年）進士。元豐年間，授官太常數任，“一時禮樂之事，皆預討論”，元祐三年（1088年），為禮部員外郎，出守潤州（今江蘇鎮江）州官，不久改任兩浙提点刑狱，卒於官。好禅宗，深信西方淨土，曾從天衣禅師游。晚年常畫丈六彌陀尊像，隨行供養觀念。壽終時，“感佛來迎，端坐而化。”得年七十。南宋趙士㼄輯其遺文為《无为集》十五卷。